# كارين أكيرمان
كارين أكيرمان (بالإنجليزية: Karen Ackerman)‏ هي كاتِبة وكاتبة للأطفال أمريكية، ولدت في 1951 في سينسيناتي في الولايات المتحدة.